# Лі Хюе Тонг
Лі Хюе Тонг (в'єт. Lý Huệ Tông; 1194 — 3 вересня 1226) — 8-й імператор династії Пізні Лі в 1210—1224 роках. За його правління посилився занепад династії та відбулося посилення клану Чан.

## Життєпис
Старший син імператора Лі Као Тонга та імператриці Ан Тоан. Народився у липні 1194 року в Тханглонзі, отримавши ім'я Хао Шам. Згодом оголошений спадкоємцем трону.
У 1209 році під час заколоту військовика Куач Бака втік до Хайапа. Заколотники захопили столицю Тханглонг. Невдовзі оженився на доньці впливового місцевого аристократа Чан Лі. Останній з іншим зятем То Чунг Ти атакував Куач Бака, який зазнав поразки й залишив столицю. В битві загинув Чан Лі, а владу набув То Чунг Ти, номінально повернувши трон Лі Као Тонгу.
Після смерті батька 1210 року успадкував трон, прийнявши ім'я Лі Хюе Тонг. Втім фактична влада зберігалася у То Чунг Ти до його смерті у 1211 році. 
Невдовзі після цього брати та вуйки дружини імператора — Чан Тхі Дунг — отримали високі посади та титули, фактично узурпувавши контроль над державним апаратом, зокрема Чан Ту Кхань став канцлером. 1216 року Тхуан Чінь отримала титул імператриці, значно збільшивши свій вплив на імператора Лі Хюе Тонга. До 1223 року останній опинився фактично номінальним правителем. 1223 року після смерті Чан Ту Кханя його посаду канцлера успадкував брат Чан Тхуа, а очільником палацової гвардії став Чан Тху До.
1224 року через психічну хворобу Лі Хюе Тонг зрікся на користь своєї доньки Лі Т'єу Хоанг, а сам став буддистським ченцем. Помер колишній імператор 1226 року.

## Девіз правління
- 1210—1224 — К'єн-зіа в'єт. Kiến Gia